# Спермархе
Спермархе (грец. σπερμα — «насіння» + грец. ἀρχή «початок») — перше сім'явипорскування чоловіка. Уважається аналогом менархе у дівчат. Реакція хлопчиків на спермархе може відрізнятися, починаючи зі страху і закінчуючи хвилюванням, і залежить від виховання, культурних відмінностей і попередніх сексуальних знань. Спермархе — одна з перших подій у житті юнака, яка веде до статевої зрілості. Вона відбувається в той час, коли вторинні статеві ознаки тільки починають розвиватися. Вік, коли виникає спермархе, визначити нелегко. Однак дослідники намагалися визначити вік у різних популяціях, беручи зразки сечі хлопчиків і визначаючи наявність сперматозоїдів. Наявність сперми в сечі називається сперматурією.

## Час настання
У щорічнику педіатрії за 1986 рік зазначено: «Fish [Hirsch — nn] та ін. (J. Adolesc. Health Care 6:35, 1985) припустили, що спермархе присутній у 38 % хлопчиків у віці 12 років і у 70 % хлопчиків у віці 13 років».
Керолайн Сахук наводить діапазон віку для спермархе у 10–16 років.
| Етнічна приналежність | Вік  |
| --------------------- | ---- |
| Європеоїдна           | 12,6 |
| Негроїдна             | 12,0 |
| Латиноамериканська    | 13,0 |

За Мошанґом, третя стадія статевих органів шкали Теннера передбачає спермархе.
Planned Parenthood стверджує, що вік спермархе становить від 10 до 12 років, «хоча деколи настає трохи раніше, а деколи — трохи пізніше».

## Контекст
В одному дослідженні хлопців запитали про обставини, за яких відбулось їхнє перше сім'явипорскування. Найчастіше це відбувалося у формі полюції, причому значна кількість людей зазнавала спермархе через мастурбацію, яка є дуже поширеною у цей період. Рідше перше сім'явиверження відбувалося під час статевого акту з партнером.